# Тоная
Тоная (исп. Tonaya) — посёлок в Мексике, в штате Халиско, входит в состав одноименного муниципалитета и является его административным центром. Численность населения, по данным переписи 2020 года, составила 3706 человек.

## Общие сведения
Название Tonaya с языка науатль можно перевести как: место, где восходит солнце.
Поселение было основано в доиспанский период народом тольтеков и располагалось восточнее современного посёлка, где до сих пор сохранились остатки древних строений.
В 1523 году регион был покорён конкистадорами во главе с Алонсо де Авалосом.
В 1895 году бандитами была сожжена часть городского архива.
Тоная расположена в 180 км к юго-западу от столицы штата, города Гвадалахара, на региональной автодороге 429.

## Население
| Год  | Численность | Численность |
| ---- | ----------- | ----------- |
| 2000 | 3302        | [ 7 ]       |
| 2010 | 3497        | [ 8 ]       |
| 2020 | 3706        | [ 9 ]       |